# Tvåladuselet
Tvåladuselet är en sjö i Vindelns kommun i Västerbotten och ingår i Sävaråns huvudavrinningsområde. Sjön har en area på 0,0639 kvadratkilometer och ligger 248,7 meter över havet. Sjön avvattnas av vattendraget Sävarån (Lossmenån).

## Delavrinningsområde
Tvåladuselet ingår i det delavrinningsområde (716866-168925) som SMHI kallar för Utloppet av Tvåladuselet. Medelhöjden är 258 meter över havet och ytan är 0,39 kvadratkilometer. Räknas de 27 avrinningsområdena uppströms in blir den ackumulerade arean 143,22 kvadratkilometer. Avrinningsområdets utflöde Sävarån (Lossmenån) mynnar i havet. Avrinningsområdet består mestadels av skog (88 procent).